# میتسوتوشی واتادا
میتسوتوشی واتادا (انگلیسی: Mitsutoshi Watada؛ زادهٔ ۲۶ مارس ۱۹۷۶) بازیکن فوتبال اهل ژاپن است.
از باشگاه‌هایی که در آن بازی کرده‌است می‌توان به باشگاه فوتبال ویسل کوبه و باشگاه فوتبال جف یونایتد ایچیهارا چیبا اشاره کرد.